# توژنای نصیری
توژنای نصیری (به لاتین: Tozhna-i-Nasiri) یک منطقهٔ مسکونی در افغانستان است که در ولایت بلخ واقع شده‌است.